# Karkeinen
Karkeinen är en sjö i kommunen Keuru i landskapet Mellersta Finland i Finland. Sjön ligger 114 meter över havet. Arean är 88 hektar och strandlinjen är 12,01 kilometer lång. Sjön  ingår i Kumo älvs huvudavrinningsområde.   Den ligger omkring 54 kilometer väster om Jyväskylä och omkring 210 kilometer norr om Helsingfors. 
I sjön finns ön Myllysaari. 